# Slowly We Rot
Slowly We Rot este albumul de debut al formației americane de death metal Obituary. Albumul a fost lansat pe 14 iunie 1989 și este singurul album al formației înregistrat alături de basistul Daniel Tucker. Chitaristul principal Allen West⁠(d) părăsește grupul la scurt timp după înregistrare, dar revine pentru realizarea celui de-al treilea album The End Complete. Acesta a fost relansat pe 27 ianuarie 1997 cu sunet remasterizat⁠(d).

## Lista pieselor
Muzica este realizată de Obituary, iar versurile de John Tardy.
| Nr.             | Titlu               | Lungime |  |
| 1.              | „Internal Bleeding” | 3:01    |  |
| 2.              | „Godly Beings”      | 1:55    |  |
| 3.              | „'Til Death”        | 3:56    |  |
| 4.              | „Slowly We Rot”     | 3:36    |  |
| 5.              | „Immortal Visions”  | 2:25    |  |
| 6.              | „Gates to Hell”     | 2:49    |  |
| 7.              | „Words of Evil”     | 1:55    |  |
| 8.              | „Suffocation”       | 2:35    |  |
| 9.              | „Intoxicated”       | 4:40    |  |
| 10.             | „Deadly Intentions” | 2:09    |  |
| 11.             | „Bloodsoaked”       | 3:11    |  |
| 12.             | „Stinkupuss”        | 2:59    |  |
| Lungime totală: | Lungime totală:     | 35:09   |  |

| Bonus Tracks 1997 Roadrunner Remasters |                         |         |  |
| Nr.                                    | Titlu                   | Lungime |  |
| 13.                                    | „Find the Arise” (Demo) | 2:39    |  |
| 14.                                    | „Like the Dead” (Demo)  | 2:34    |  |

## Membrii formației
- John Tardy – voce
- Allen West – chitară principală
- JP Chartier - chitară principală pe piesele 13 și 14
- Jerome Grable - bas pe piesele 13 și 14
- Trevor Peres – chitară ritmică
- Daniel Tucker – bas
- Donald Tardy – tobe